# Trichoneura (steltmug)
Trichoneura is een geslacht van tweevleugeligen uit de familie steltmuggen (Limoniidae). De soorten komen voor in het Oriëntaals gebied.

## Soorten
Deze lijst van 14 stuks is mogelijk niet compleet.
- T. bontocensis (Alexander, 1934)
- T. formosensis (Alexander, 1923)
- T. javanensis (Alexander, 1936)
- T. madagascariensis (Alexander, 1961)
- T. madrasensis (Alexander, 1970)
- T. munroi (Alexander, 1920)
- T. nepalensis (Brunetti, 1918)
- T. terebrina (Alexander, 1921)
- T. umbripennis (Alexander, 1949)
- T. umbrosa (Alexander, 1948)